# Херкул
Херкул (Херкулес) је у римској митологији био Бог и херој, сличан грчком Хераклу. Херкул је био познат по својој снази и бројним авантурама.

## Митологија
Легенде о Херкулу нису међусобно повезане ни по времену ни по месту збивања. Познато је предање о борби Херкула и Кака, у вези са којим је подигнут жртвеник Јупитеру, поред Тројних врата. У Лацију је Херкула примио краљ Фаун који је обичавао да боговима приноси на жртву странце. Пошто је то намеравао да учини и са Херкулом, јунак га је убио. Осим овога, Херкулу се приписују велики подухвати, попут подизања насипа у Кампанији, између мора и језера Лукрина.

## Култ
Легенде и култ у вези са грчким Хераклом су пренети у Рим или преко грчких колонија или преко Етрураца, јер је у 6. веку п. н. е. Херкул био значајан сегмент етрурског пантенона. Хераклов култ је био распрострањен у свим деловима јужне Италије, где је представљао хтонско божанство, а посебно у Метапонту и Кротону. У Кротону је највероватније настала легенда о борби Херакла и Гериона, на коју су надогређни митови о Херкулу. Ипак, Херкулов култ садржи и оригиналне црте које не могу да се доведу у везу са Хераклом. У Риму му је било посвећено више светилишта. У самом граду, његов култ је озваничен 339. п. н. е., а ван градских зидина, светилиште постоји још од 5. века п. н. е. Апије Клаудије је настојао да приватни култ замени државним, па се њему приписује изградња Великог жртвеника (Ara maxima) који се помиње 312. п. н. е. и то је прво званично култно место овог хероја у Риму. Остала његова светилишта у том граду су каснијег датума. И у римској и у етрурској религији био је поистовећен са богом рата, Марсом, а сматрали су га и божанством игара у аренама и домаћег огњишта.

## У уметности
У ликовној уметности је често представљан, па су чак и поједини римски императори, попут Комода и Максимијана представљани у лику Херкула или са његовим атрибутима. Једну од првих скулптура израдио је етрурски скулптор Вулка из Веја, а касније представе су најчешће рађене по узору на Лисипове статуе овог јунака.